# Шато д`Анси Льо Фран
Шато д`Анси Льо Фран (на френски: Château d'Ancy-le-Franc) е замък в департамента Йон във Франция. Построен е от италианския архитект Себастиано Серлио между 1544 и 1550 по поръчка на Антоан III дьо Клермон. До 1683 г. замъкът е собственост на фамилията Клермон, а след това е купен от Франсоа Мишел Льо Телие дьо Лувоа, министър на Луи XIV. През 1844 г. неговите наследници са принудени да се разделят с него в полза на Гаспар Луи Еме дьо Клермон-Тонер, потомък на Антоан III дьо Клермон. Впоследствие замъкът сменя още няколко собственика, а днес е собственост на частна компания.
От 1983 г. е исторически паметник на Франция.